# 종신직
종신직(終身職, 영어: Life tenure, 중국어: 终身制
)이란 임기의 제한을 없앤, 즉 평생 동안 정치를 할 수 있게 하는 정치 제도이다. 고대 로마의 종신독재관과 소비에트 연방의 이오시프 스탈린의 연방 서기장 등의 직책이 대표적인 종신직이었으며, 현재 우즈베키스탄, 벨라루스 등지에서 행해진다.
대부분의 나라에서는 독재 방지를 위해 이를 금지하고 있다.

## 대한민국에서의 종신직
대한민국에서는 과거 박정희가 통일주체국민회의를 통해 형식적으로는 임기가 있지만 사실상 종신직으로 대통령직을 맡은 사례가 있었다. 하지만 재임 중 암살당했다.
1987년 이래로 대한민국에서는 중임을 금지하고 있다.

## 다른 나라의 종신직
아래는 다른 나라의 종신직의 예이다.

### 고대 로마의 종신직
황제정 출현 이전의 고대 로마에서는 승전을 거둔 장군에게 종신독재관(딕타도르)의 직책을 수여한 바 있다.

### 소련에서의 종신직
소비에트 연방의 제2대 국가 원수이자 연방 공산당 서기장, 소련 붉은 군대의 대원수를 지낸 이오시프 스탈린의 서기장 직과 대원수 직책은 종신직이었다.

### 우즈베키스탄에서의 종신직
우즈베키스탄에서는 헌법상 재임을 허용하고 있으나, 3선 이상은 법으로 금지하고 있다. 하지만 이슬롬 카리모프는 임기를 종신직으로 변경하여 자신이 죽을 때까지 대통령직을 맡을 수 있도록 하였다.

### 벨라루스에서의 종신직
벨라루스에서는 대통령의 임기를 4년으로 제한하고 있다. 그러나 알렉산드르 루카셴코는 이를 폐지하고 3선 이상 연임하여 지금까지 맡고 있다. 루카셴코는 1994년 집권한 뒤 언론과 야당을 탄압하고 80%의 산업을 국가 소유로 두는 등 철권통치를 하고 있는 데다 아랍의 봄이라는 영향으로 인해 반정부 시위가 일어났다.

## 조선민주주의인민공화국
조선민주주의인민공화국에서는 종신직 뿐 아니라 사후에도 직위를 가지는 영원직도 있다. 김정일은 조선로동당의 조선로동당의 영원한 총비서이며, 김일성은 공화국의 영원한 주석이다 현재 조선민주주의인민공화국의 종신직인 국가원수는 조선로동당 위원장인
김정은이다.

## 같이 보기
- 종신 독재관
- 딕타도르
- 율리우스 카이사르
- 종신 대통령
- 테뉴어